# Едмунд Олдхолл

Герб Олдхоллів.

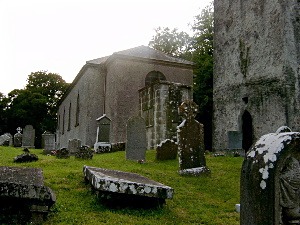
Ардбраккан — резиденція єпископів Міт.

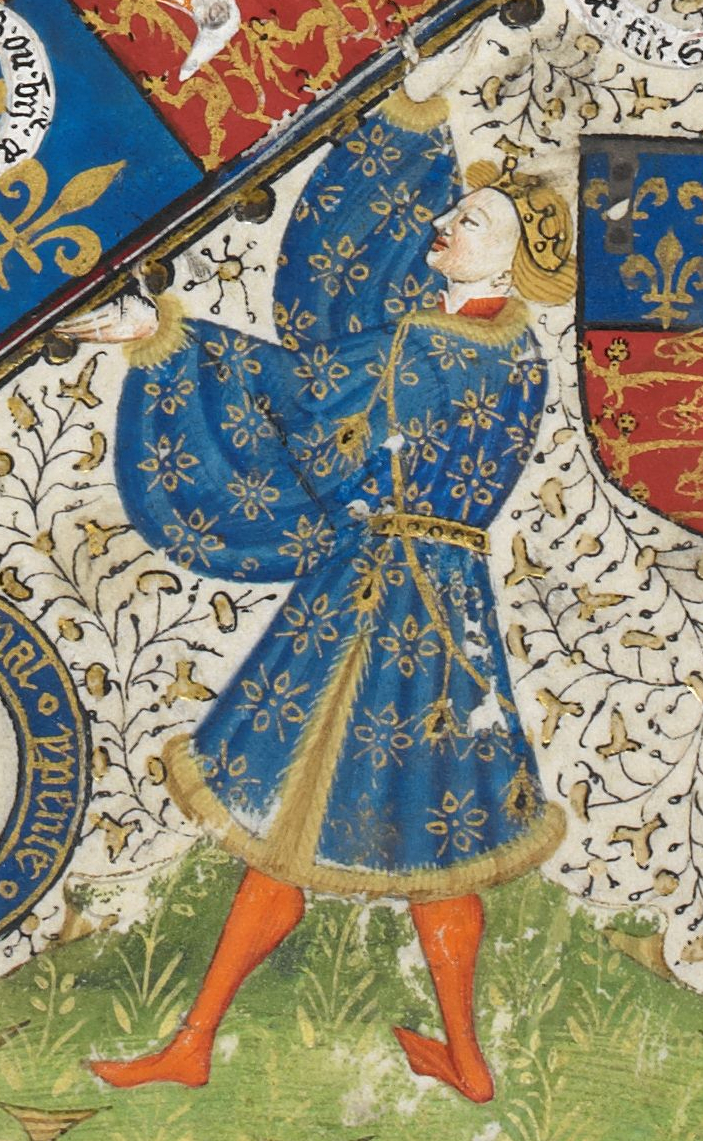
Річард Йорк (1411—1460) — ІІІ герцог Йорк, малюнок XV століття.

Едмунд Олдхолл (англ. Edmund Oldhall) (після 1390—1459) — ірландський священник, політик, юрист, суддя, державний і релігійний діяч Ірландії англійського походження, єпископ Міт, виконував обов'язки лорд-канцлера Ірландії. Він був братом провідного державного діяча Англії сера Вільяма Олдхолла, що був прихильником Йорків під час Війни Троянд.

## Життєпис
Едмунд Олдхолл був молодшим сином сера Едмунда Олдхолла та його дружини Аліси Олдхолл, дочки Джеффрі де Франшема. Олдхолли були значними землевласниками в графстві Норфолк, Англія, володіючи маєтками Іст-Дерем, Бодні та Нарфорд.
Едмунд вступив до ордену кармелітів і придбав посаду єпископа Міт (Ірландія) в 1450 році. На той час посада єпископа графства Міт була провідною церковною посадою в Ірландії. Фактично, купивши цю посаду, він став керівником церкви Ірландії. У 1451 році Річард, герцог Йоркський, лорд-лейтенант Ірландії, зробив свого другого сина Едмунда, графа Ратленда, лорд-канцлером Ірландії. Оскільки Едмунду було лише вісім років, він, очевидно, був зобов'язаний діяти через заступника, і заступником лорд-канцлера Ірландії став Едмунд Олдхолл. Цю посаду він отримав завдяки впливу його брата Вільяма, що був спікером Палати громад і ключовим союзником герцога Йоркського. Едмунд служив заступником лорд-канцлера Ірландії до 1454 року. Тимчасові посади Престолу Англії були забрані від нього на деякий час, але відновлені актом парламенту в 1455 році.
Едмунд Олдхолл помер 9 серпня 1459 року у своїй офіційній резиденції Ардбраккан і був похований у церкві Святої Марії неподалік. У його пам'ять було споруджено значний монумент, але він був знищений у дев'ятнадцятому столітті.